# Dietlein (Adelsgeschlecht)
Von Dietlein ist der Name eines preußischen Adelsgeschlechts.

## Geschichte
Das Geschlecht wurde am 2. August 1906 durch Kaiser Wilhelm II. in der Person des preußischen Generalmajors und späteren Generalleutnants Arthur von Dietlein (1852–1917) in den erblichen Adelsstand erhoben. Die Familie von Dietlein ist ein Seitenzweig der Familie Dietlein.
Einer der bekanntesten Vertreter des Hauses von Dietlein ist der Sohn des ersten Adeligen, Heinrich von Dietlein (1888–1963), der von 1925 bis 1963 Chef und Eigentümer der Hamburger Stülcken-Werft war. Die Stülcken-Werft befand sich bis 1967 im Eigentum der Familie von Dietlein. Das Geschlecht ist heute vor allem im norddeutschen Raum verbreitet.

## Wappen
Das Wappen derer von Dietlein besteht aus einem blauen Schildeshaupt mit fünf nebeneinanderliegenden goldenen Sternen, vorne in Rot ein schwebendes goldenes Hochkreuz, hinten von Schwarz und Silber fünfmal schrägrechts geteilt, dazu auf dem gekrönten Helm mit rechts schwarz-silbernen, links rot-silbernen Decken drei rot-silbern-schwarze Straußenfedern.